# Тети Барбасо (Торино)
Тети Барбасо је насеље у Италији у округу Торино, региону Пијемонт.
Према процени из 2011. у насељу је живело 343 становника. Насеље се налази на надморској висини од 450 м.